# جيروم مارتن
جيروم مارتن (بالفرنسية: Jérôme Martin)‏ (1 يونيو 1986 ببوردو في فرنسا - ) هو لاعب كرة قدم فرنسي في مركز الوسط. لعب مع لو مون لوزان ونادي أورليانز ونادي ديجون ونادي شاتورو ونادي ليبورن والملعب البوردولي ‏ وTarbes Pyrénées Football ‏.

## وصلات خارجية
- جيروم مارتن على موقع رابطة كرة القدم الفرنسية للمحترفين (الإنجليزية)
- جيروم مارتن على موقع قاعدة بيانات كرة القدم.إي يو (الإنجليزية)
- جيروم مارتن على موقع عالم كرة القدم.نت (الإنجليزية)